# Манія величі (фільм)
«Манія величі» — кінокомедія, знята за мотивами п'єси Віктора Гюго «Рюї Блаз» кінематографістами Франції, Італії, Іспанії та ФРН. У Франції фільм став найпопулярнішим фільмом року.

## Сюжет
Луї Де Фюнес в ролі жадібного збирача податків, який обкрадає короля. Його слугу Рюи Блаза грає Ів Монтан. Розбитний веселий шахрай постійно знущається над господарем.
Так він використовує невимовну жадібність і спрагу лестощів людини, яка вважає, що «бідні повинні бути бідними, а багаті повинні стати ще багатшими», і підбиває Дона Саллюсто спокусити іспанську королеву, на яку сам поклав око.

## У ролях
- Луї де Фюнес: Дон Саллюсто
- Ів Монтан: Рюї Блаз
- Карін Шуберт: королева Іспанії
- Аліс Сапрітч: Донна Хуана
- Альберто де Мендоса: король Іспанії Карл II
- Габріель Тінті: Дон Сезар
- Венантіно Венантіні: маркіз дель Басто
- Поль Пребуа: німий

## Цікаві факти
- П'єса Віктора Гюго «Рюи Блаз» була екранізована також у 1947 (1948) році з Жаном Маре в головній ролі і в 2002 році з Жераром Депардьє.
- Бурвіль, який повинен був виконати роль Блаза, помер ще до початку зйомок. Його замінив Ів Монтан.
- Однією з причин перенесення зйомок з Іспанії до Франції були політичні переконання Іва Монтана, який виступав проти диктатури Франсиско Франко.
- У СРСР фільм не був придбаний для прокату через забороненого свого часу Іва Монтана, який висловлював негативну критику на адресу СРСР після вторгнення радянських військ до Чехословаччини в 1968 році.